# William Sterling Cole

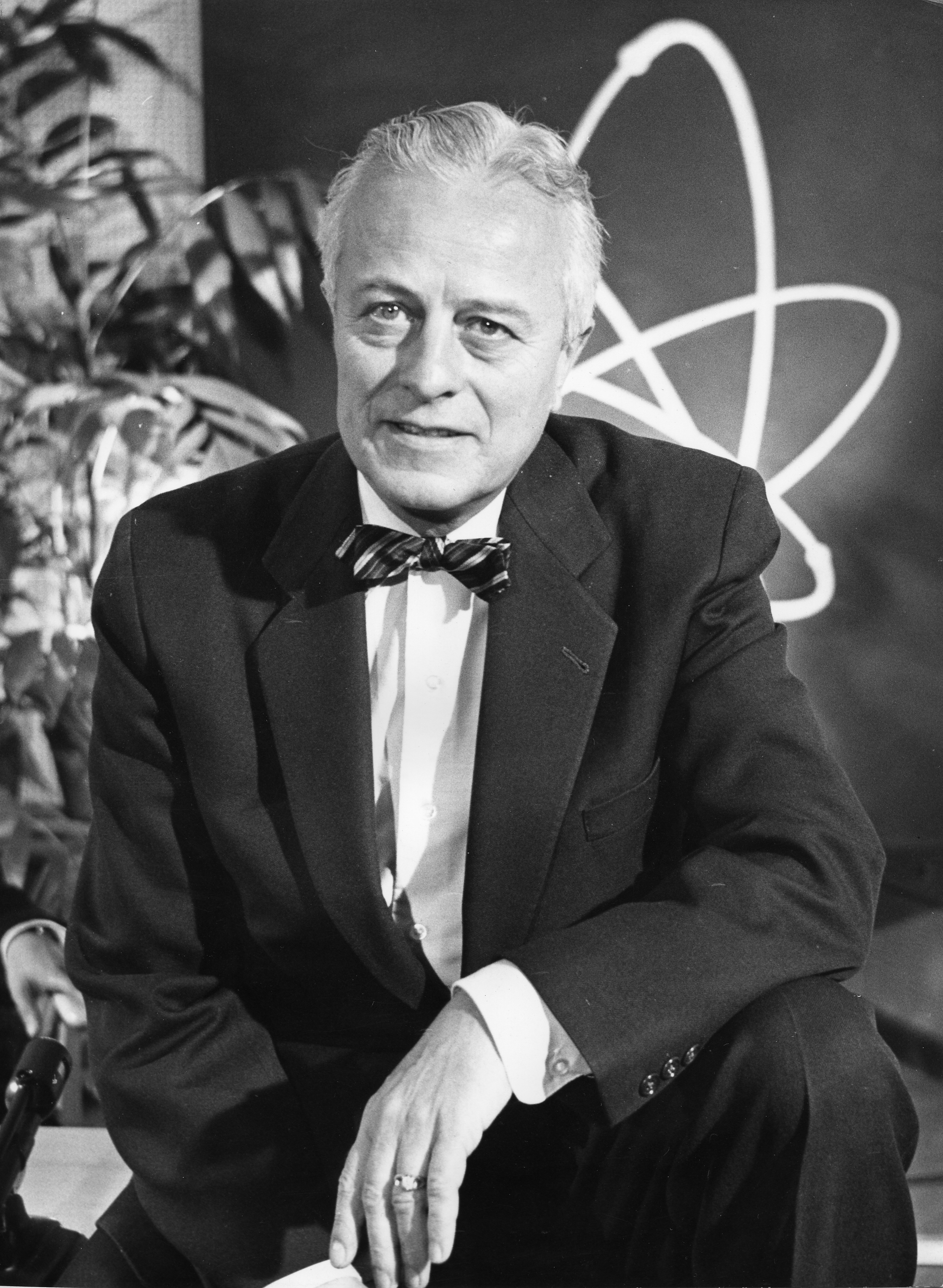
William Sterling Cole (1958)

William Sterling Cole (* 18. April 1904 in Painted Post, Steuben County, New York; † 15. März 1987 in Washington, D.C.) war ein US-amerikanischer Politiker. Er war Abgeordneter der Republikanischen Partei für den Bundesstaat New York im Repräsentantenhaus der Vereinigten Staaten und danach der erste Generaldirektor der Internationalen Atomenergie-Organisation.
Cole schloss ein Studium an der Colgate University 1925 ab. Anschließend unterrichtete er in den Jahren 1925 und 1926 an öffentlichen Schulen sowie an der Corning Free Academy in Corning (New York). 1929 erhielt er den LL.B. an der Albany Law School der Union University in New York und die Zulassung als Rechtsanwalt. 1930 eröffnete er in Bath eine Anwaltskanzlei. In den Jahren 1929 und 1930 war er auch bei einer Investmentfirma in Albany tätig.
1932 bemühte er sich erstmals bei den Republikanern um die Nominierung für ein Mandat im Repräsentantenhaus, konnte sich aber nicht durchsetzen. Er wurde 1934 in das Repräsentantenhaus des Kongresses der Vereinigten Staaten gewählt und vertrat vom 3. Januar 1935 bis zur Rückgabe seines Mandates am 1. Dezember 1957 für die Republikaner den 37. (1935–1945, 1953–1957) und den 39. Kongresswahlbezirk (1945–1953) des Bundesstaates New York. In der 83. Kongresswahlperiode saß er dem Ausschuss für Atomenergiefragen vor. Er gab sein Mandat auf, um erster Generaldirektor der Internationalen Atomenergie-Organisation zu werden. In diesem Amt war er bis zu seiner Ablösung durch Sigvard Eklund vom 1. Dezember 1957 bis zum 30. November 1961 tätig. Anschließend wohnhaft in Arlington (Virginia), praktizierte er als Rechtsanwalt in Washington, wo er 1987 verstarb. Er wurde in Bath im Staat New York beigesetzt. Nach ihm benannt ist die antarktische Cole-Halbinsel.